# Història de les Índies

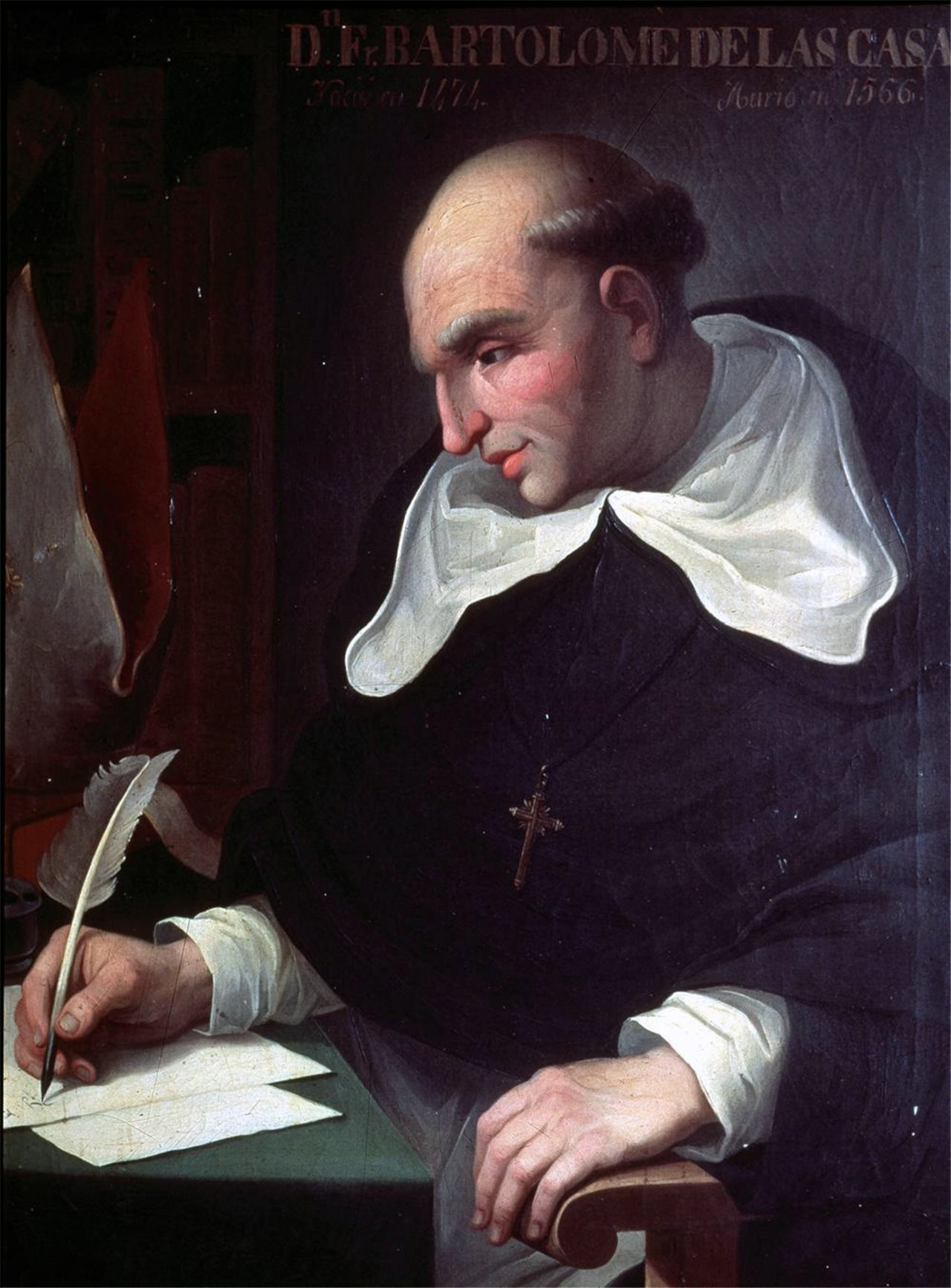
Bartolomé de las Casas o Casaus

La Història de les Índies és una obra que descriu els viatges de Cristòfor Colom al Nou Món, escrita en tres volums per Bartolomé de las Casas o Bartomeu Casaus i que la va començar el 1527 al convent de Puerto de la Plata. Fou acabada l'any 1561 quan treballava al Col·legi de Sant Gregorio.

## Contingut
Originalment planejada com una obra de sis volums, cada volum descriu una dècada de la història de les Índies des de l'arribada de Cristòfor Colom el 1492. Colom és presentat com un hàbil explorador però a més i, sobretot, un lector dels clàssics. Els diversos i ex-tensos capítols dedicats a discutir la ciència dels antics, mostren a un Colom que dedueix que el camí cap a Orient seguint la direcció d'Occident ja estava explicat com possible en els llibres de l'antiguitat. A Colom se li fa impossible convèncer científics portuguesos i anglesos i creu que els càlculs astronòmics que ells manegen no compten. Per Colom, hi ha una veritat que poc sembla tenir a veure amb la ciència moderna. Així, Colom apareix com un il·luminat, com un home que veu la destinació en els textos sagrats.
El canvi de nom de "Colombo" a Colón li sembla a Les Cases senyal d'un destí, sols la divina Providència ordena que es posin noms i sobrenoms a persones als oficis que els determini cometre. El to hagiogràfic és bastant emfàtic i això fa molt més marcat el gir que es produeix. Colom és el primer a cometre una injustícia en les Índies i iniciar el vast i imperdonable abús contra els indis, per tant perd els privilegis que li havien estat promesos. Les Cases reconeix que això va contra tot dret, però els justifica com actes inspirats per Déu i, finalment, mor en la misèria i l'abandonament i les terres que va conquistar ni tan sols porten el seu nom.

## Diari del Primer Viatge
El diari del primer viatge es presenta, en els seus dies inicials, com un quadern de bitàcola en què es registren les hores de navegació i la distància recorreguda. Problemes amb les naus, amb els mariners que l'acompanyen i una durada del viatge, major a la prevista, tot ho va superant Colom amb habilitat. Un cop produït el descobriment, la terra és presentada sempre de manera positiva i amb trets que la vinculen amb la representació convencional del paradís: temperància, abundància i un gaudi generat en qui ho va aconseguir. Aquestes característiques positives van augmentant en intensitat a mesura que el subjecte avança i Colom s'acosta cada vegada més a objectius de perfecció creixent.
Els indígenes són definits per la falta de roba, armes i sectes, però aquestes mancances els aproximen a l'home natural, habitant del paradís previ al pecat. Colom no veu indígenes de més de trenta anys i descriu la seva bellesa, aliena al pas del temps i a més estan disposats per a la transformació. La seva generositat s'oposa a la cobdícia dels espanyols en una forma de designació del pecat capital comès pels descobridors que coincideix amb el que els atribueix Las Casas.

## Censura
Per la Reial Ordre del 3 de novembre de 1571, al cap de cinc anys de la mort del pare Cases, el manuscrit original d'aquesta obra, a petició de don Juan de Ovando y Aguirre, va ser requisat del monestir i dut a Madrid, i posat sota la custòdia del censor del Consell d'Índies, don Juan Lopez de Velasco, fins al 1597.
A la "Memòria d'Antonio Herrera dels llibres i papers de Cases que van portar del Col·legi de Sant Gregorio de Valladolid i estan en poder de Joan Lopez de Velasco", es diu que l'obra es componia de tres volums units, i que el primer tenia 624 pàgines. Però, de fet, el primer volum del manuscrit autògraf que es conserva, segons Lewis Hanke, només té 496 folis.